# 気仙沼市立津谷小学校
気仙沼市立津谷小学校（けせんぬましりつ つやしょうがっこう）は、宮城県気仙沼市本吉町津谷松岡にある公立小学校。通称「津小（つしょう）」。

## 概要
2010年（平成22年）、ユネスコスクールに加盟。2011年3月11日発生した東日本大震災では特に大きな被害はなかったが、震災後は校庭に仮設住宅20戸が建ち、校庭三分の一程度が使用できない状態となった。

## 沿革

### 略歴
1873年（明治6年）舘岡小学校創立。 1947年（昭和22年）津谷町立津谷小学校に改称、1955年（昭和30年）本吉町立津谷小学校に改称。その後、 2009年（平成21年）合併に伴い気仙沼市立津谷小学校となる。 2017年（平成29年）4月に馬籠小学校を統合、 2024年（令和6年）4月に小泉小学校を統合する。

### 年表
出典：
- 1873年（明治6年）3月 - 舘岡小学校創立
- 1892年（明治25年） - 馬籠分教場独立
- 1894年（明治27年） - 高等科併置津谷尋常高等小学校に改称
- 1920年（大正9年） - 校歌制定
- 1941年（昭和16年） - 津谷国民学校に改称
- 1947年（昭和22年） - 津谷町立津谷小学校に改称
- 1955年（昭和30年） - 本吉町立津谷小学校に改称
- 1967年（昭和42年）4月 - 特殊学級設置
- 1969年（昭和44年）11月 - 新校舎完成（鉄筋3階建)
- 1970年（昭和45年）
  - 3月 - 山田、川内分教室閉校式
  - 12月 - 体育館完成
- 1973年（昭和48年）
  - 7月 - プール落成式
  - 11月 - 開校100周年記念式
- 1975年（昭和50年）4月 - 言語障害教育教室開設（1学級）
- 1978年（昭和53年）4月 - 言語障害教育教室増設（2学級）
- 1999年（平成11年）11月 - PC23台校内LAN設置
- 2007年（平成19年）7月 - 新校舎 耐震・大規模改修工事実施
- 2008年（平成20年）8月 - 体育館耐震大規模改修工事実施
- 2009年（平成21年）9月 - 合併により気仙沼市立津谷小学校となる
- 2010年（平成22年）7月 - ユネスコスクール加盟認定[4]
- 2011年（平成23年）3月 - 東日本大震災発生
- 2017年（平成29年）4月 - 馬籠小学校を統合
- 2018年（平成30年）
  - 4月 - らっこ学級（肢体不自由児学級）新設
  - 11月 - 北校舎解体，北倉庫建設
- 2019年（令和元年）10月 - 普通教室にエアコン設置
- 2020年（令和2年）
  - 3月 - 新型コロナウイルス感染症拡大のため臨時休業措置（4月17日まで）
  - 4月 - 新型コロナウイルス感染症拡大のため学年別登校開始（5月22日まで）
  - 5月 - 新型コロナウイルス感染症拡大のため時間差時程開始（5月28日まで）
  - 6月 - 学校再開
  - 12月 - 校舎内に無線LAN用ルーター設置
- 2023年（令和5年） - 創立150周年を迎える
- 2024年（令和6年）4月 - 小泉小学校を統合

## 教育目標
豊かな心と学ぶ意欲を持ち、たくましく生きる子供の育成

## 学校行事
| - 4月 入学式、1学期始業式 - 5月 - 6月 | - 7月 - 8月 - 9月 | - 10月 1学期終業式、2学期始業式 - 11月 - 12月 | - 1月 - 2月 6年生を送る会 - 3月 卒業式、修了式、離任式 |

## 通学区域
以下の行政区が対象。
- 小泉浜区・小泉町区・小泉西区・小泉東区・馬籠上沢区・馬籠区・馬籠町区・漆原区・松ヶ沢区・猪の鼻区・表山田区・津谷下町区・津谷街区・津谷仲町区・津谷上町区・津谷舘岡区・登米沢区・風越区・津谷大沢区・林の沢区・狼の巣区・坊の倉区・下川内区・上川内区

## 進学先中学校
- 気仙沼市立津谷中学校[6]

## 学区内の主な施設
- 宮城県本吉響高等学校
- 津谷幼稚園[7]
- 本吉総合体育館[8]
- 気仙沼市立病院付属本吉医院[9]
- 気仙沼市本吉公民館[10]
- 気仙沼市小泉公民館[11]
- 馬籠郵便局
- 国道45号
- 国道346号
- 本吉津谷インターチェンジ

## アクセス
- 市コミュニティバス
  - 三陸線、本吉内陸線、本吉川内線 津谷まちなか停留所から徒歩約3分。